# Carmichaelus maculatus
Carmichaelus maculatus is een hooiwagen uit de familie Sclerosomatidae.